# Narta seroka
Narta seroka är en insektsart som beskrevs av Irena Dworakowska 1979. Narta seroka ingår i släktet Narta och familjen dvärgstritar. Inga underarter finns listade i Catalogue of Life.